# 菲利普·路德维希·施塔蒂乌斯·米勒
菲利普·路德维希·施塔蒂乌斯·米勒（德語：Philipp Ludwig Statius Müller，1725年4月25日—1776年1月5日），德国动物学家。
米勒曾在埃朗根-纽伦堡大学教授自然科学。1773年至1776年间，他將卡爾·林奈的《自然系统》翻譯成德文。